# Baloň
Baloň (hongrois : Balony) est un village de Slovaquie situé dans la région de Trnava.

## Histoire
Première mention écrite du village en 1252.

## Démographie

### Évolution de la population
| Année:               | 1994. | 2004.   | 2014.   | 2024.   |
| -------------------- | ----- | ------- | ------- | ------- |
| Nombre de personnes: | 736   | 777     | 745     | 722     |
| Différence:          |       | +5,57 % | -4,11 % | -3,08 % |

| Année:               | 2023. | 2024.   |
| -------------------- | ----- | ------- |
| Nombre de personnes: | 737   | 722     |
| Différence:          |       | -2,03 % |